# Truèire

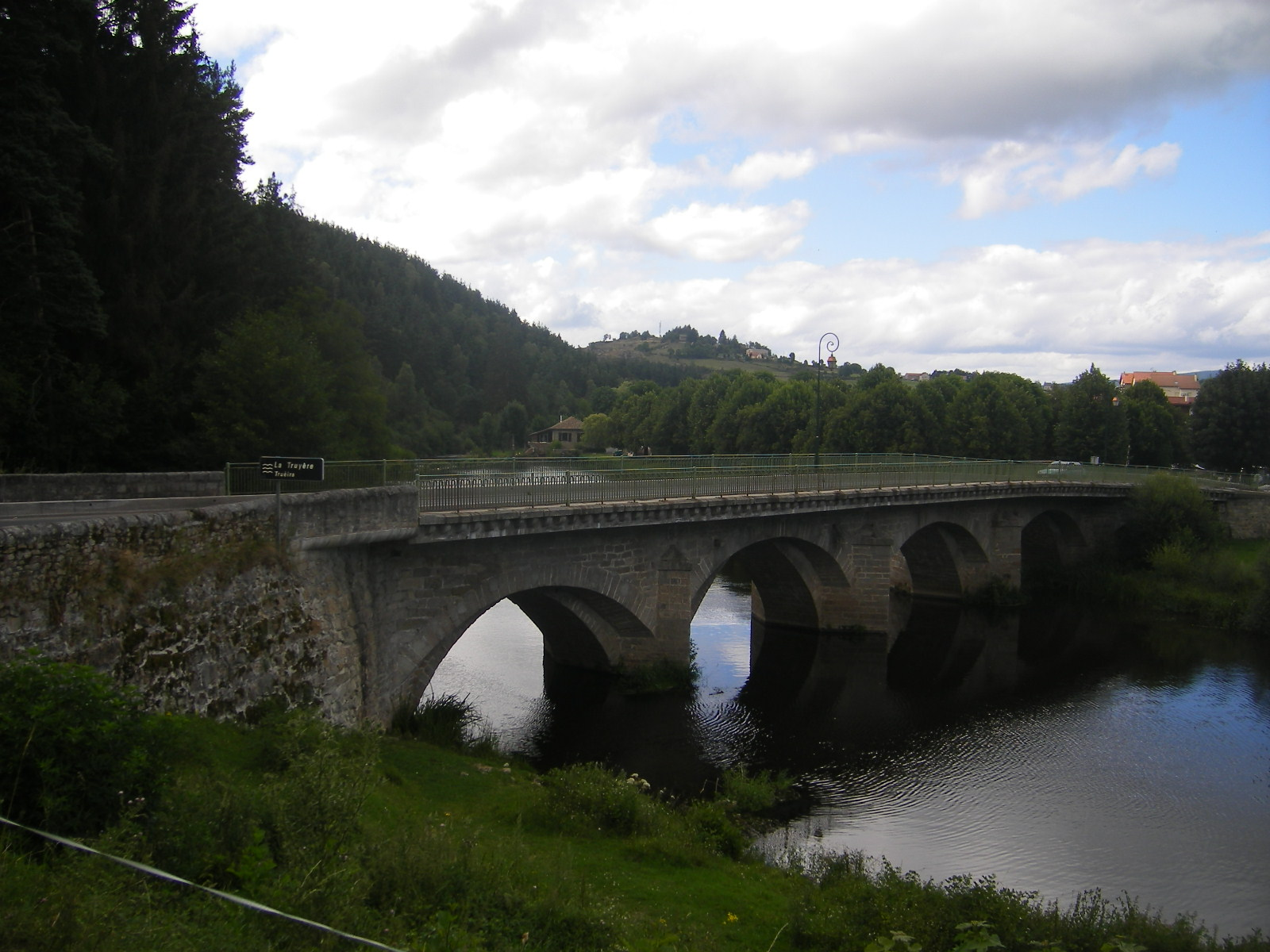
Pont sobre la Truyère a Malzieu-Ville, a la Losera.

La Truèire (Truyère en francès) és un riu francès del Massís Central que discorre pels departaments de la Losera, el Cantal i l'Avairon. És l'afluent principal de l'Òlt, al qual conflueix per la riba dreta, per tant, és un subalfuent de la Garona, conca de la qual forma part.

## Geografia
La Truèire té la font al bosc de la Croix-de-Bor, a les muntanyes de la Margeride, a 1.450 metres d'altitud, al departament de la Losera. El curs pren direcció nord-oest, però es desvia del riu Allier per anar cap a l'Òlt. Aquest curs es deu a les colades basàltiques del voclà del Plomb, al Cantal fa 7 milions d'anys, que van bloquejar el pas prop de Saint-Flour i en aquest punt, el riu gira cap al sud-oest i baixa per una vall de relleu jove, per desembocar al riu Òlt una mica més avall del municipi d'Entraigas.

## Departaments i ciutats que travessa
- Losera (48) : Le Malzieu-Ville
- Cantal (15) :
- Avairon (12) : Entraygues-sur-Truyère

## Afluents principals
| - el Mézère - el Triboulin - la Rimeize - la Limagnole - l'Ander - Les Ternes | - el Bès - l'Épi - el Remontalou - el Lévandès - el Lebot - el Vezou | - el Brezons - l'Argence - l'Ondes - la Bromme - el Goul - la Selves |

## Hidrografia
El curs del riu és de 170 km de llargada amb desnivells importants, cosa que permet produir energia hidroelèctrica, com passa a les preses de Grandval, Serrans, Labarthe, Couesque... Les preses modifiquen els ecosistemes naturals i les activitats tradicionals com la pesca, sobretot la que usa la tècnica de la mosca.
El cabal ha esdevingut molt irregular amb les preses, així com les riuades per buidar els embassaments provoquen una erosió considerable. També s'incompleixen els cabals mínims, que provoquen la mort de molts peixos per asfíxia, així com l'entrada de materials tòxics.